# Étienne Aignan
Étienne Aignan (9 de abril de 1773 - 21 de junio de 1824) fue un escritor francés, nacido en Beaugency (Orléanais) y muerto en París. Fue elegido miembro de la Academia Francesa para el asiento número 27.

## Datos biográficos
Nacido en una familia acomodada, estudió en un colegio de Orleans y mostró desde su juventud su afición y aptitud para la poesía. En 1792, fue elegido procurador-síndico del distrito donde vivía, a la edad de 19 años. Hecho prisionero en 1793, fue liberado tras la caída de Robespierre el 9 termidor.
En 1800, fue nombrado secretario general de la prefectura del departamento de Loiret. Más tarde fue secretario general adjunto de la prefectura del Cher. En 1808, ocupó las funciones de ayuda de ceremonial con Napoleón Bonaparte. Después fue secretario general de la prefectura de París. Colaboró en el periódico La Minerve escribiendo tragedias. 
En 1814, fue elegido a la Academia Francesa, en donde sucedió a Bernardin de Saint-Pierre.

## Obra
- El martirio de María Antonieta de Austria, reina de Francia, tragedia en 5 actos (1793)
- La Mort de Louis XVI, tragedia en 3 actos (1793).
- Aux Mânes des neuf victimes d'Orléans. Chants funèbres exécutés pour la première fois sur le théâtre d'Orléans, le 29 prairial, an IIIe. de la République française, et suivis de notes historiques (1795)
- L'Hôtellerie portugaise, ópera cómica, Paris, teatro Feydeau, 7 termidor año VI (1798)
- Essai sur la critique, poëme en trois chants, suivi de deux discours philosophiques, traduction en vers libres de l'anglais de Papa (1801).
- Le Ministre de Wakefield, d'Oliver Goldsmith, (1803).
- Chimère et réalité, ópera cómica en un acto y en verso, París, (1803).
- Le Connétable de Clisson, ópera en 3 actos, París, Ópera, (1804).
- Polyxène, tragedia en 3 actos y en verso, París, Théâtre-Français, (1804).
- Nephtali ou les Ammonites, ópera en 3 actos (1806).
- L'Iliade, traduite en vers français, suivie de la comparaison des divers passages de ce poëme avec les morceaux correspondants des principaux poètes hébreux, grecs, français, allemands, italiens, anglais, espagnols et portugais, 3 vol. (1809).
- Brunehaut, ou les Successeurs de Clovis, tragedia en 5 actos y en verso, París, Théâtre-Français, (1810).
- De la justice et de la police, ou Examen de quelques parties de l'instruction criminelle considérées dans leur rapport avec les mœurs et la sûreté des citoyens (1817).
- De l'État des protestants en France depuis le s. XVI, jusqu'à nos jours, avec des notes et éclaircissements historiques (1818).
- Des Coups d'État dans la monarchie constitutionnelle (1819).
- Histoire du jury (1822).
- Bibliothèque étrangère d'histoire et de littérature ancienne et moderne, ou Choix d'ouvrages remarquables et curieux, traduits ou extraits de diverses langues, avec des notices et des remarques (3 vol.) (1823-28).
- Extraits des Mémoires relatifs à l'histoire de France depuis 1757 (1825).